# Vera Chiryé
 (avril 2021).
 (avril 2021).
La mise en forme du texte ne suit pas les recommandations de Wikipédia : il faut le « wikifier ».
Les points d'amélioration suivants sont les cas les plus fréquents :
- Les titres sont pré-formatés par le logiciel. Ils ne sont ni en capitales, ni en gras.
- Le texte ne doit pas être écrit en capitales (les noms de famille non plus), ni en gras, ni en italique, ni en « petit »…
- Le gras n'est utilisé que pour surligner le titre de l'article dans l'introduction, une seule fois.
- L'italique est rarement utilisé : mots en langue étrangère, titres d'œuvres, noms de bateaux, etc.
- Les citations ne sont pas en italique mais en corps de texte normal. Elles sont entourées par des guillemets français : « et ».
- Les listes à puces sont à éviter, des paragraphes rédigés étant largement préférés. Les tableaux sont à réserver à la présentation de données structurées (résultats, etc.).
- Les appels de note de bas de page (petits chiffres en exposant, introduits par l'outil «  Source ») sont à placer entre la fin de phrase et le point final[comme ça].
- Les liens internes (vers d'autres articles de Wikipédia) sont à choisir avec parcimonie. Créez des liens vers des articles approfondissant le sujet. Les termes génériques sans rapport avec le sujet sont à éviter, ainsi que les répétitions de liens vers un même terme.
- Les liens externes sont à placer uniquement dans une section « Liens externes », à la fin de l'article. Ces liens sont à choisir avec parcimonie suivant les règles définies. Si un lien sert de source à l'article, son insertion dans le texte est à faire par les notes de bas de page.
- La présentation des références doit suivre les conventions bibliographiques. Il est recommandé d'utiliser les modèles {{Ouvrage}}, {{Chapitre}}, {{Article}}, {{Lien web}} et/ou {{Bibliographie}}. Le mode d'édition visuel peut mettre en forme automatiquement les références.
- Insérer une infobox (cadre d'informations à droite) n'est pas obligatoire pour parachever la mise en page.

Pour une aide détaillée, merci de consulter Aide:Wikification.
Si vous pensez que ces points ont été résolus, vous pouvez retirer ce bandeau et améliorer la mise en forme d'un autre article.
 (mai 2021).
Vera Chiryé (en azéri : Vera Karlovna Şhirye ; née le 31 janvier 1915 à Bakou et morte le 1er mai 2003 dans la même ville) est une artiste du peuple de la RSS d'Azerbaïdjan (1961).

## Biographie
À partir de 1933, Vera Chiryé étudie dans un studio du théâtre russe de Bakou. Elle se produit sur scène la même année. Son père, Karl Petrovich Chirye, d'origine lettone, est mort pendant la Première Guerre mondiale sans avoir vu sa fille. Cette dernière est élevée par Mizra Sattar oglu Sattarov, qui lui a inculqué un amour non seulement pour l'art théâtral, mais aussi pour la langue azerbaïdjanaise. Puis elle a eu une sœur nommée Leyla. Les filles ne se sont pas séparées l’une de l’autre toute leur vie. Vera avait une belle voix, Bulbul la connaissait et la famille allait souvent à l'opéra. Vera Karlovna commence à travailler au théâtre des travailleurs de Bakou à un très jeune âge (théâtre dramatique russe Samed Vurgun). Elle parlait couramment azéri.

## Rôles
Vera Chirye était une actrice dramatique. Elle représentait le rôle d’une mère. 
- Nadezhda Durova (pièce de théâtre Nadezhda Durova, Kochetkov),
- Fuente ovexuna : Laurence : Lope de Vega
- Les enfants du soleil : Mélanya : M.Gorki
- Tous mes fils : Mère : Miller
- Monsieur Jordan, botaniste et derviche Mastali Shah, la célèbre sorcière : Shahrabanu khanum :Mirza Fatali Akhoundov
- Maria Stewart : La reine Elizabeth : Schiller
- L'anniversaire de Teresa : Theresa : G.Mdivani et d'autres[2].

Pendant la Seconde Guerre mondiale, l'actrice récite les poèmes Mère et facteur de Suleyman Rustam, Azerbaïdjan et Mères de Samed Vurgun en deux langues (russe et azerbaïdjanais) à la radio, dans les hôpitaux, aux universités et aux écoles. Elle est l'une des premières représentantes de la culture et de l'art du pays à recevoir la pension de retraite à vie de la part du Président de l'Azerbaïdjan. En 2015, une soirée commémorative a lieu au Théâtre dramatique russe d'État S. Vurgun à l'occasion du centième anniversaire de la naissance de l'actrice.

## Décorations
- Étoile rouge
- Médaille pour la défense du Caucase
- Médaille Pour le travail vaillant dans la Grande Guerre patriotique 1941–1945, ainsi que de nombreux décrets et lettres d'appréciation des dirigeants du pays
- Ordre de l'Amitié des peuples
- Ordre Istiqlal (Indépendance)